# Yomif Kejelcha
Yomif Kejelcha Atomsa (1º agosto 1997) è un mezzofondista etiope.

## Palmarès
| Anno | Manifestazione            | Sede        | Evento          | Risultato | Prestazione | Note                          |
| ---- | ------------------------- | ----------- | --------------- | --------- | ----------- | ----------------------------- |
| 2013 | Mondiali allievi          | Donec'k     | 3000 m piani    | Oro       | 7'53"56     |                               |
| 2014 | Giochi africani giovanili | Gaborone    | 3000 m piani    | Oro       | 7'56"51     |                               |
| 2014 | Mondiali juniores         | Eugene      | 5000 m piani    | Oro       | 13'25"19    | Miglior prestazione personale |
| 2014 | Giochi olimpici giovanili | Nanchino    | 3000 m piani    | Oro       | 7'56"20     |                               |
| 2015 | Mondiali                  | Pechino     | 5000 m piani    | 4º        | 13'52"43    |                               |
| 2015 | Africani under 20         | Addis Abeba | 5000 m piani    | Oro       | 14'31"03    |                               |
| 2016 | Mondiali indoor           | Portland    | 3000 m piani    | Oro       | 7'57"21     |                               |
| 2017 | Mondiali di cross         | Kampala     | Staffetta mista | Argento   | 22'30"      |                               |
| 2017 | Mondiali                  | Londra      | 5000 m piani    | 4º        | 13'33"51    |                               |
| 2018 | Mondiali indoor           | Birmingham  | 3000 m piani    | Oro       | 8'14"41     |                               |
| 2019 | Mondiali                  | Doha        | 10000 m piani   | Argento   | 26'49"34    | Miglior prestazione personale |
| 2021 | Giochi olimpici           | Tokyo       | 10000 m piani   | 8º        | 27'52"03    |                               |
| 2022 | Mondiali                  | Eugene      | 5000 m piani    | 8º        | 13'12"09    |                               |
| 2023 | Mondiali                  | Budapest    | 5000 m piani    | 5º        | 13'12"51    |                               |
| 2023 | Mondiali corsa su strada  | Riga        | 5 km            | Argento   | 13'02"      |                               |
| 2024 | Giochi Olimpici           | Parigi      | 10000 m piani   | 6º        | 26'44"02    |                               |

## Campionati nazionali
2021
- 4º ai campionati etiopi, 10000 m piani - 28'23"7

2022
- 4º ai campionati etiopi, 5000 m piani - 13'45"2

## Altre competizioni internazionali
2014
- Argento al Golden Spike Ostrava ( Ostrava), 3000 m piani - 7'36"28

2015
- Vincitore della Diamond League nella specialità dei 3000 / 5000 m piani
- Oro al Memorial Van Damme ( Bruxelles), 5000 m piani - 12'53"98
- Oro al Golden Gala ( Roma), 5000 m piani - 12'58"39
- Oro al Prefontaine Classic ( Eugene), 5000 m piani - 13'10"54
- Argento all'Athletissima ( Losanna), 5000 m piani - 13'12"59

2016
- Argento al Bauhaus-Galan ( Stoccolma), 5000 m piani - 13'03"66
- Bronzo ai Bislett Games ( Oslo), 5000 m piani - 13'08"34
- Oro al Meeting de Paris ( Parigi), 3000 m piani - 7'28"19

2017
- Argento al Prefontaine Classic ( Eugene), 5000 m piani - 13'01"21
- Bronzo al Weltklasse Zürich ( Zurigo), 5000 m piani - 13'06"18
- Bronzo al Meeting de Paris ( Parigi), 3000 m piani - 7'33"37
- Oro agli FBK Games ( Hengelo), 1500 m piani - 3'32"94

2018
- Vincitore del World Athletics Indoor Tour nella specialità dei 3000 m piani
- 4º alla Mezza maratona di Copenaghen ( Copenaghen) - 59'17"
- Bronzo al Memorial Van Damme ( Bruxelles), 5000 m piani - 12'46"79
- Bronzo ai London Anniversary Games ( Londra), 5000 m piani - 13'14"39
- Oro al Meeting international Mohammed VI d'athlétisme ( Rabat), 3000 m piani - 7'32"93

2019
- Oro alla Mezza maratona di Valencia ( Valencia) - 59'15"
- Oro allo Shanghai Golden Grand Prix ( Shanghai), 5000 m piani - 13'04"16
- Oro all'Athletissima ( Losanna), 5000 m piani - 13'00"56

2020
- 5º all'Herculis ( Monaco), 1500 m piani - 3'32"69

2021
- Oro ai Bislett Games ( Oslo), 3000 m piani - 7'26"25

2022
- Bronzo al Golden Gala Pietro Mennea ( Roma), 5000 m piani - 12'52"10
- Argento alla Mezza maratona di Valencia ( Valencia) - 58'32"
- Oro alla Road to Records ( Herzogenaurach), 5 km - 12'53"

2023
- Oro ai Bislett Games ( Oslo), 5000 m piani - 12'41"73
- Oro al Weltklasse Zürich ( Zurigo), 5000 m piani - 12'46"91
- Argento al Golden Gala ( Firenze), 5000 m piani - 12'52"12
- Argento al Prefontaine Classic ( Eugene), 3000 m piani - 7'23"64
- Argento alla Mezza maratona di Valencia ( Valencia) - 57'41"

2024
- Argento ai Bislett Games ( Oslo), 5000 m piani - 12'38"95
- Bronzo al Kamila Skolimowska Memorial ( Chorzów), 3000 m piani - 7'28"44
- Argento al Golden Gala Pietro Mennea ( Roma), 5000 m piani - 12'51"25
- Oro alla Mezza maratona di Valencia ( Valencia) - 57'30"

2025
- 8º ai Bislett Games ( Oslo), 5000 m piani - 12'49"07
- Oro al Meeting de Paris ( Parigi), 5000 m piani - 12'47"84
- Oro all'Herculis ( Monaco), 5000 m piani - 12'49"46
- Oro alla 	10K Facsa Castellón ( Castellón) - 26'31"